# Mårten Wikström
Mårten Karl Fredrik Wikström, född 20 juni 1945 i Helsingfors, död där 7 januari 2024, var en finländsk läkare och kemist.
Wikström studerade vid Helsingfors universitet och var färdig läkare samt medicine doktor 1971. Han blev biträdande lärare vid universitet 1972, docent i medicinsk kemi 1973 och professor i medicinsk kemi 1983. Från 1 augusti 1996 har han innehaft en professur i fysikalisk biokemi vid Finlands Akademi. Från 1998 har han varit föreståndare för ett forskningsprogram i strukturbiologi och biofysik i Helsingfors. Hans forskning ligger framför allt inom bioenergetik.
Wikström blev 1982 ledamot av Finska Vetenskaps-Societeten och invaldes 1992 som utländsk ledamot av Kungliga Vetenskapsakademien.